# El Chilar, Tancítaro
El Chilar är en ort i Mexiko.   Den ligger i kommunen Tancítaro och delstaten Michoacán de Ocampo, i den södra delen av landet, 300 km väster om huvudstaden Mexico City. El Chilar ligger 1 717 meter över havet och antalet invånare är 168.
Terrängen runt El Chilar är huvudsakligen kuperad, men söderut är den bergig. Runt El Chilar är det ganska glesbefolkat, med 48 invånare per kvadratkilometer. Närmaste större samhälle är Apatzingán, 19,9 km sydväst om El Chilar. I omgivningarna runt El Chilar växer huvudsakligen savannskog.